# Telostylus binotatus
Telostylus binotatus är en tvåvingeart som beskrevs av Jacques-Marie-Frangile Bigot 1859. Telostylus binotatus ingår i släktet Telostylus och familjen Neriidae. Inga underarter finns listade i Catalogue of Life.